# Roman Broniš
Roman Broniš (* 17. Oktober 1976 in Bánovce nad Bebravou) ist ein ehemaliger slowakischer Radrennfahrer.

## Sportlicher Werdegang
Roman Broniš gewann sein erstes internationales Rennen im Jahr 1998, als er die dritte Etappe der Slowakei-Rundfahrt für sich entschied. 2002 gewann er eine Etappe der Saudi Tour, 2003 das Eintagesrennen Grand Prix Bradlo. Im nächsten Jahr fuhr er dann für das tschechische Radsportteam Ed' System-ZVVZ. Bis 2016 folgten mehrere Mitgliedschaften in verschiedenen slowakischen und tschechischen UCI Continental Teams. 2006 gewann er das Eintagesrennen Puchar Uzdrowisk Karpackich und eine Etappe bei der Marokko-Rundfahrt. 2007 gewann er die Gesamtwertung der Bałtyk-Karkonosze Tour. 2009 wurde er slowakischer Meister im Einzelzeitfahren, sein letzter Erfolg bei einem UCI-Rennen.
Zweimal – 2000 und 2008 – startete Broniš im Straßenrennen von Olympischen Spielen, konnte die Rennen aber beide Mal nicht beenden.
Nachdem Broniš 2017 noch ein Jahr auf der Vereinsebene fuhr, beendete er nach der Saison im Alter von 41 Jahren seine Karriere als Radrennfahrer.

## Erfolge
1998
- eine Etappe Slowakei-Rundfahrt

2002
- eine Etappe Saudi Tour

2003
- Grand Prix Bradlo

2006
- Puchar Uzdrowisk Karpackich
- eine Etappe Marokko-Rundfahrt

2007
- Bałtyk-Karkonosze Tour

2008
- eine Etappe UAQ International Race
- vier Etappen Tour of Libya

2009
- Slowakischer Meister – Einzelzeitfahren